# Latresne
Latresne is een gemeente in het Franse departement Gironde (regio Nouvelle-Aquitaine). De plaats maakt deel uit van het arrondissement Bordeaux. Latresne telde op 1 januari 2022 3.699 inwoners.

## Geografie
De oppervlakte van Latresne bedroeg op 1 januari 2022 10,39 vierkante kilometer; de bevolkingsdichtheid was toen 356 inwoners per km².

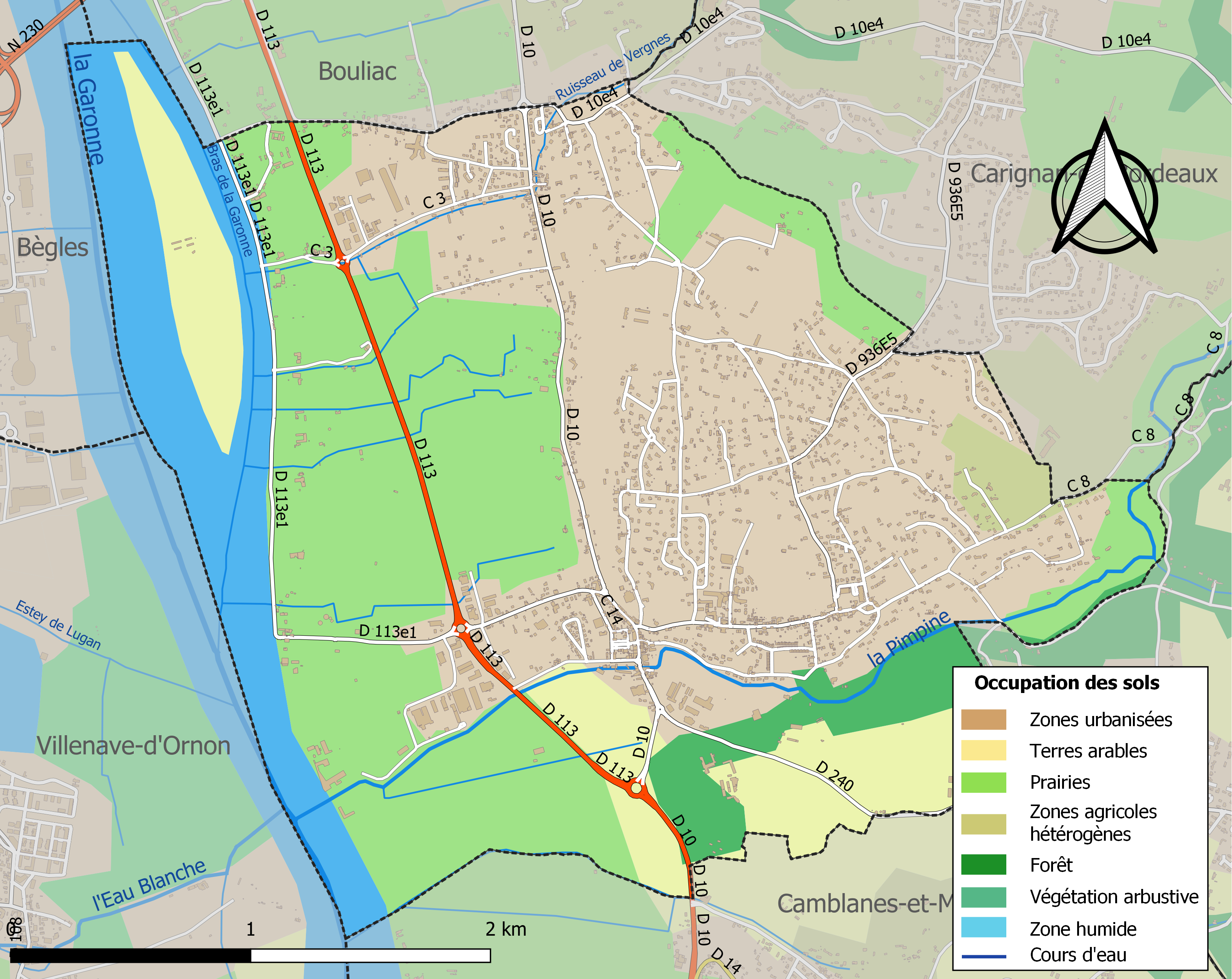
Kaart van de gemeente met belangrijkste infrastructuur, bodemgebruik en omliggende gemeenten

## Demografie
Onderstaande figuur toont het verloop van het inwonertal (bron: INSEE-tellingen).

## Bezienswaardigheden
Latresne ligt midden in een belangrijk wijnbouwgebied. Een belangrijk wijndomein in de gemeente is het Château van Malherbes. Dit domein is gesticht in de 14e eeuw door een ridder die terugkwam van een kruistocht, Guilhem de Malherbes. Al sinds de 16e eeuw wordt op dit domein wijn geproduceerd.